# Перекоринці
Переко́ринці —  село в Україні, у Мурованокуриловецькій селищній громаді Могилів-Подільського району Вінницької області. Населення становить 398 осіб.
Поблизу села Перекоринці знайдено поселення трипільської культури.

## Історія
7 (20) листопада 1917 року, відповідно до Третього Універсалу Української Центральної Ради, увійшло до складу Української Народної Республіки.
12 червня 2020 року, відповідно до Розпорядження Кабінету Міністрів України № 707-р «Про визначення адміністративних центрів та затвердження територій територіальних громад Вінницької області», увійшло до складу Мурованокуриловецької селищної громади.
19 липня 2020 року, в результаті адміністративно-територіальної реформи та ліквідації Мурованокуриловецького району, село увійшло до складу новоутвореного Могилів-Подільського району.

## Населення

### Мова
Розподіл населення за рідною мовою за даними перепису 2001 року:
| Мова       | Відсоток |
| ---------- | -------- |
| українська | 98,49%   |
| російська  | 1,26%    |
| румунська  | 0,25%    |

## Персоналії

### Народились
Гнисюк Микола (1944 —  2007) — український та радянський фотограф, заслужений діяч мистецтв РФ, входить в сотню найкращих фотографів світу, автор близько 650 обкладинок «Советский экран». Був першим радянським фотографом, якого американська Кіноакадемія запросила на 60-й ювілейний вечір вручення премії «Оскар», лауреат багатьох міжнародних виставок. Членом Союзу кінематографістів та Союзу журналістів Росії.
Гандзюк Михайло — вояк УПА, член ОУН, у кінці 40-х на початку 50-х років діяв на території Кам'янець-Подільської та Вінницької областей у складі Віньковецького надрайонного проводу ОУН. Загинув в бою проти органів УМДБ разом з керівником Віньковецького надрайонного проводу ОУН Василем Николином у селі Майдан-Олександрівський, Віньковецького району, 20 жовтня 1951 року. 

### Померли
- Шевчук Михайло («Юрко») — український військовик, Лицар Срібного хреста бойової заслуги УПА 1 класу та Срібного хреста заслуги УПА.